# Daniel Bess
Pour les articles homonymes, voir Bess.
Daniel Luke Bess, né le 8 octobre 1977 à Honolulu, est un acteur américain.

## Filmographie

### Acteur

#### Cinéma
- 2001 : Sex Academy : Étudiant paniqué
- 2005 : Constellation (en) : Bear Korngold jeune
- 2005 : Munich : Athlète américain
- 2017 : Larguées : Employé au guichet

#### Courts-métrages
- 2009 : Get the Dime

#### Télévision

##### Séries télévisées
- 1999 : New York, unité spéciale (saison 1, épisode 1) : un policier
- 2001-2002 : 24 Heures chrono : Rick Allen
- 2002 : Firefly : Mudder
- 2002 : JAG : Cpl. Joseph Tenny
- 2002 : Urgences : Marshall
- 2004-2005 : Veronica Mars : Cole
- 2005 : Grey's Anatomy : Pete Willoughby
- 2005 : Les Experts : Officer Bell
- 2005 : Médium : Jeune Homme
- 2006 : Les Experts : Miami : Chad Moore
- 2006 : What About Brian : Steve
- 2009 : Numb3rs : Julien Curtis
- 2011 : Femme Fatales : Logan Cale
- 2012-2013 : Last Resort : Lt. Chris Cahill
- 2013 : The Glades : Rick Marsten
- 2014 : Go-Go Boy Interrupted (en) : Pat
- 2014 : The Crazy Ones : Dylan
- 2015 : Kittens in a Cage : Denny
- 2015 : Scandal : Ronnie
- 2015 : iZombie : Matt Sudak
- 2016 : Hawaii 5-0 : Spencer

### Parolier

#### Cinéma
- 2003 : Eden's Curve

#### Télévision

##### Séries télévisées
- 2012 : Justified